# Xã Houston, Quận Houston, Minnesota
Xã Houston (tiếng Anh: Houston Township) là một xã thuộc quận Houston, tiểu bang Minnesota, Hoa Kỳ. Năm 2010, dân số của xã này là 396 người.